# Attila Vári
Attila Vári, född 26 februari 1976 i Budapest, är en ungersk vattenpolospelare som deltog i det ungerska guldmedaljlaget under Sommar-OS år 2000 och 2004. Han började sin karriär i modern femkamp men tröttnade på att springa. Istället satsade han på vattenpolo då han tyckte om att simma. Varis smeknam är Doki, och han gjorde sin debut i landslaget år 1997.

### Fotnoter
1. ↑  Attila Vári Arkiverad 30 juni 2009 hämtat från the Wayback Machine.. Sports-reference.com Läst 27 juli 2014.
2. ↑  ”Vári Attila a kataca.hu oldalán” (på Hungarian). kataca.hu. Arkiverad från originalet den 25 november 2010. https://web.archive.org/web/20101125125710/http://kataca.hu/sport/polo/valogatott/vari/index.html. Läst 25 januari 2010.